# Доктрина Пауэлла
Доктрина Пауэлла (англ. Powell Doctrine) — военная доктрина США. Её также называют Доктриной Уайнбергера — Пауэлла (Wienberger-Powell Doctrine).
В 1985 году министр обороны США Уайнбергер предложил своё видение применения американских вооружённых сил. Оно заключалось в следующем:
1. Соединённые Штаты не должны применять силу за пределами государства, если конкретное участие или сам случай не является жизненно важным для нашего национального интереса или наших союзников…
2. Если мы решили, что необходимо применить вооружённые силы в данной ситуации, мы должны это делать искренне и с чётким намерением победить.
3. До того как Соединённые Штаты применят силу за пределами государства, необходимо иметь подтверждение того, что у нас есть поддержка американского народа и их избранных представителей в конгрессе.
Предложенная Уайнбергером концепция действовала до окончания холодной войны и распада СССР, а в связи с этими изменениями в мире была пересмотрена и дополнена генералом Пауэллом, который тогда был председателем объединённого комитета начальников штабов США.